# Derham

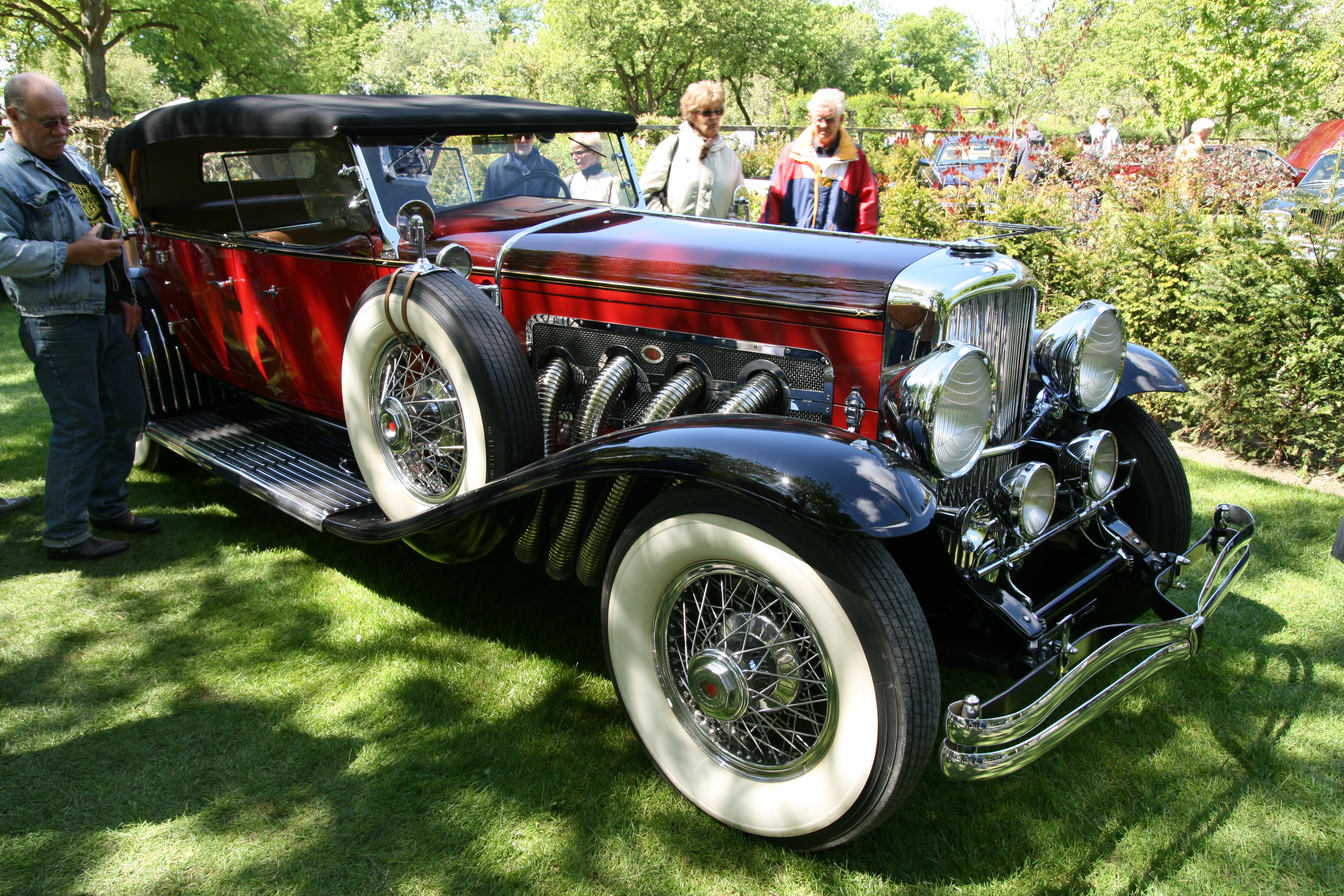
Duesenberg Model J Tourster (1933), gebaut von Derham nach einem Design von Gordon Buehrig

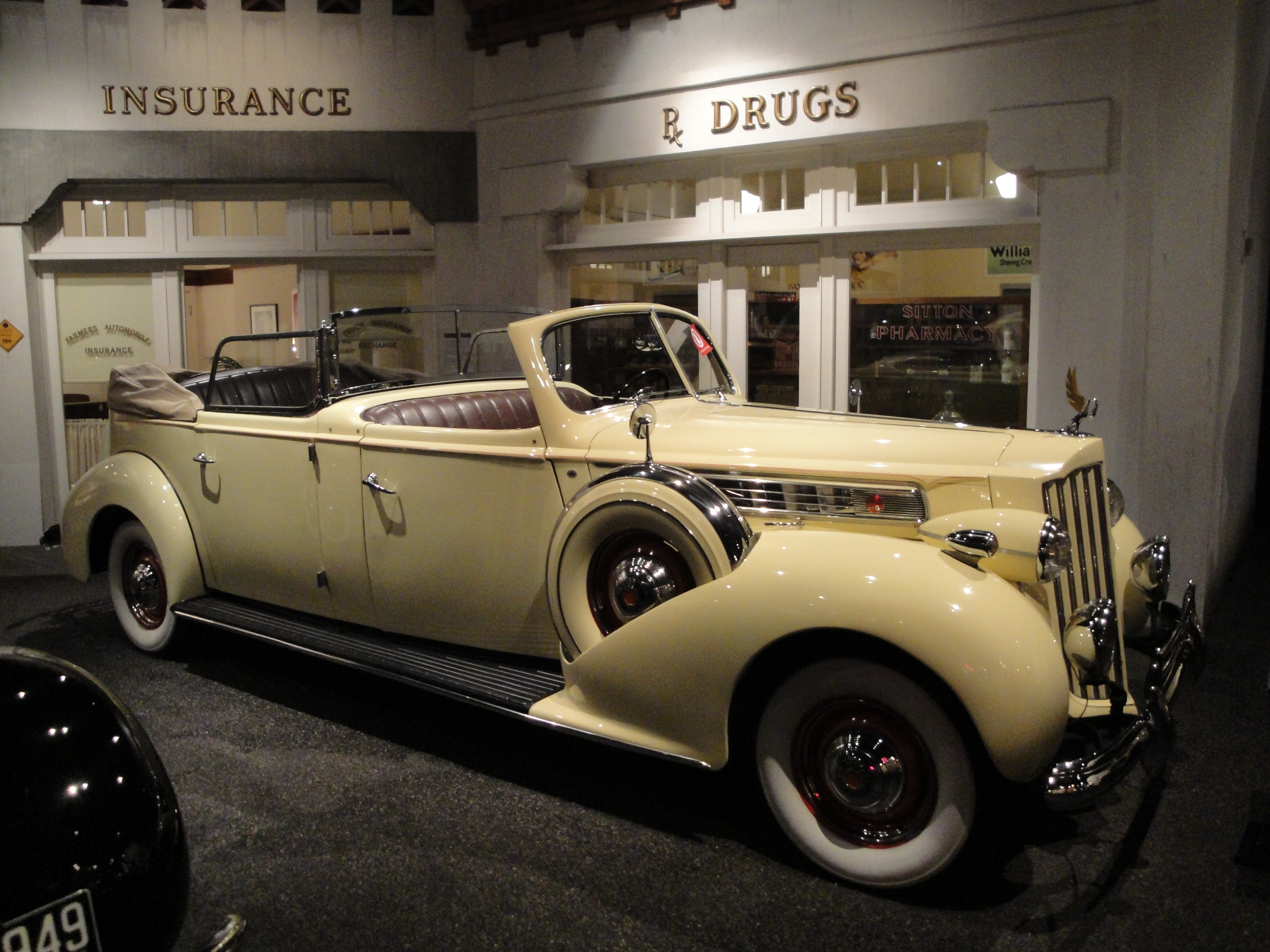
Packard Super Eight Phaeton von Derham (17. Serie, 1939) aus dem Besitz von Juan und Eva Perón

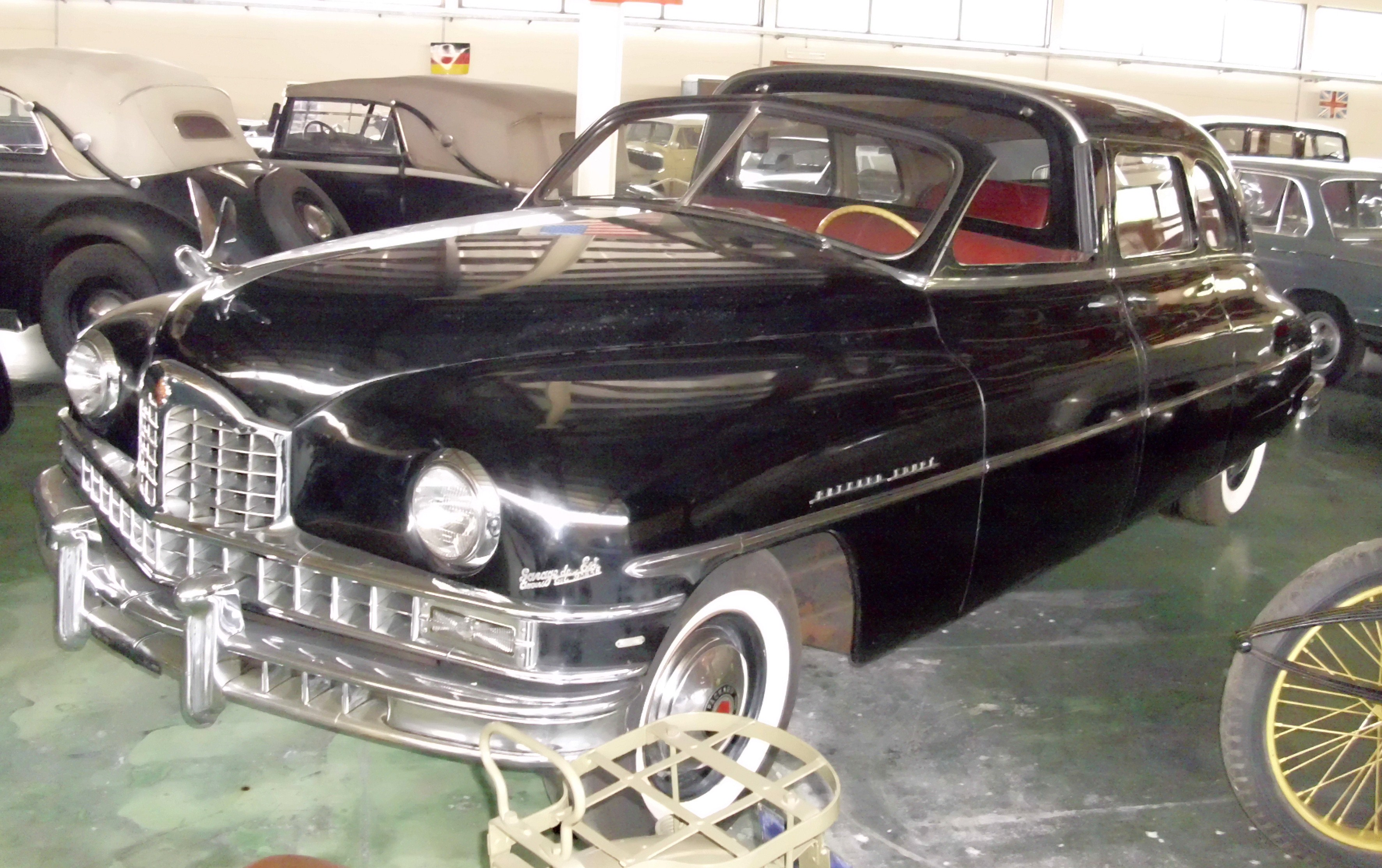
Packard Custom Super Eight Derham Town Car Modell 2226 (1949)

Die Derham Body Co. war ein US-amerikanischer Stellmacherbetrieb, der in Rosemont (Pennsylvania) ansässig war.

## Unternehmensgeschichte
Die Firma wurde 1887 von Joseph J. Derham (1865–1928) als Derham Rosemont Carriage Works in der Nähe von Philadelphia gegründet. Zunächst wurden Kutschen hergestellt. Ab 1907 befasste sich die Firma auch mit dem Bau von Karosserien für Automobile. Spezialität waren jahreszeitlich zu wechselnde Aufbauten. So wurden Fahrgestelle auf Kundenwunsch mit einer Sommer- bzw. Winterkarosserie ausgestattet. Die jeweils nicht benötigte Karosserie wurde bei Derham eingelagert (ähnlich wie heute Winterreifen im Sommer). 1916 traten Derhams Söhne Philip, James und Joseph jun. in den Betrieb ein. Gleichzeitig wurde ein zweites Werk in Philadelphia eröffnet.

### Semi-Customs
Ab Anfang der 1920er-Jahre kam das oben beschriebene Vorgehen wieder aus der Mode. Dafür bot Derham den Umbau vorhandener Karosserien auf neue Fahrgestelle an. Joseph jun. verstarb und sein Bruder Enos trat in die Firma ein. Mitte der 1920er-Jahre hatte Derham 200 Mitarbeiter.
In Zusammenarbeit mit größeren Automobilvertretungen begann Derham mit der Herstellung von Semi Customs. Dies waren Spezialkarosserien, welche nach den hohen Anforderungen an Einzelanfertigungen hergestellt wurden. Allerdings entstanden vom gleichen Design typischerweise fünf bis 20 Exemplare. Dies erlaubte eine deutlich rationellere und damit kostengünstigere Umsetzung. Das übliche Vorgehen war, dem Kunden Zeichnungen vorzulegen. Kam ein Auftrag zustande, versuchte Derham, das Design auch bei anderen Markenvertretern unterzubringen. Diese Zusammenarbeit war mit Packard und Hudson besonders eng. Bis 1932 entstanden neben den Einzelanfertigungen auf Kundenwunsch auch Kleinserien, z. B. ein Packard 433 Six Convertible (1926), 100 Wagen auf Lincoln-Chassis, 40 Stück Duesenberg J / SJ Town Cars und einige 5-sitzige Arlington-Sportlimousinen. Von 1930 bis 1934 wurde das Tourster Phaeton auf dem gleichen Fahrgestell angeboten. Die Entwürfe stammten von den Duesenberg-Chefdesignern Jesse Herbert Newport („Arlington“) respektive Gordon Buehrig. Der bekannteste Arlington mit dem Übernamen „Twenty Grand“ war allerdings 1933 bei Rollston für die A-Century-of-Progress-Weltausstellung entstanden.
1928 verstarb der Gründer Joseph J. Derham sen. Gleichzeitig verließ sein Sohn Philip das Unternehmen und gründete zusammen mit einem Partner den Stellmacherbetrieb Floyd-Derham. Die Firma war aber nicht sonderlich erfolgreich. Später kehrte Philip in den elterlichen Betrieb zurück und Derham übernahm die Restaufträge von Floyd-Derham. Spezialität der Firma war inzwischen der Aufbau von Karosserien nach europäischem Muster auf amerikanischen Fahrgestellen. So fertigte man z. B. einen Aufbau nach dem Vorbild eines Rolls-Royce auf dem Fahrgestell eines Ford Modell T.
Ab Mitte der 1930er-Jahre bot man auch ein Ford Modell A Town Car in Serie an, das, anders als die meisten Sonderkonstruktionen, zu erschwinglichen Preisen erhältlich war. Ab 1938 lieferte Derham nur noch Umbauten bestehender Karosserien, z. B. für Fahrzeuge von Chrysler und DeSoto.

### Umbruch
Im Zweiten Weltkrieg hielt sich die Firma mit Aufträgen für Feldküchen für die US-Army, Schwimmkörper für Wasserflugzeuge und Schotte für Vickers PBY- und PBN-Motoren über Wasser.
1946 nahm Derham wieder die Einzelanfertigung von PKW-Karosserien auf. In den folgenden Jahren entstanden Fahrzeuge für gekrönte Häupter im Nahen Osten, z. B. für König Faruq von Ägypten und König Ibn Saud von Saudi-Arabien. 1947 entstand ein überlanger Convertible Sedan auf der Basis des Packard Clipper für den Scheich von Kuwait, Ahmad al-Dschabir as-Sabah. Aber auch Raymond Loewy, Papst Pius XII., Harry S. Truman und Gary Cooper ließen bei Derham arbeiten.
Für The American Sports Car Co. (TASCO) karossierte Derham 1948 einen futuristischen Entwurf von Gordon Buehrig mit einer an einen Flugzeugrumpf erinnernden Aluminiumkarosserie und abgesetzten, mitgelenkten  Kotflügeln aus Fiberglas. Das Fahrzeug mit dem ältesten nachgewiesenen „Targadach“, bestehend aus zwei herausnehmbares Glasdachhälften, blieb ein Prototyp.
Für einen Dodge-Händler in New York baute Derham ein Coupé mit stilistischen Anleihen an Raymond Loewys Studebaker Starlight auf dem Dodge D24 von 1948 auf; das Fahrzeug existiert noch. Ungefähr zu dieser Zeit entstand ein massiver All Weather Town Car auf der Basis der Packard Super Eight von 1948. Insgesamt drei Chauffeur-Limousinen entstanden auf der Basis des Hudson Commodore ab 1948, die erste orderte die Gattin des Hudson-Präsidenten Roy D. Chapin.
Kleinserien entstanden für Cadillac und Packard. Patrician Custom Formal Sedan mit Lederbezug auf dem Dach, kleinem Heckfenster und überaus luxuriöser Innenausstattung.
Derham baute im Auftrag der Ford-Tochterfirma Continental ein Cabriolet nach Werksspezifikationen auf dem Continental Mark II. Eine für 1957 vorgesehene Serienversion scheiterte an den immensen Kosten.
1956 verstarb James Derham; sein Bruder Enos, der sich bisher nur mit Konstruktionen beschäftigt hatte, übernahm die Geschäftsleitung. 1964 verkaufte er Gebäude und Betrieb an Al Garthwaite jun. Derham hatte sich nun auf die Ausstattung von Cadillac- und Lincoln-Limousinen mit schusssicherem Glas verlegt. Ab 1967 wurden auch Oldtimer-Restaurierungen durchgeführt. 1971 schied mit Enos das letzte Mitglied der Derham-Familie aus dem Betrieb aus.
Seit 1972 fungiert der ehemalige Derham-Betrieb unter dem Namen Chinetti-Garthwaite Importers als Importeur für Ferrari-Fahrzeuge. Enos Derham verstarb 1974.

### Fahrgestellhersteller
Auf den Fahrgestellen folgender Hersteller produzierte Derham Karosserien:
Chrysler, Duesenberg, Ford, Franklin, Hudson, Lincoln, Packard, Pierce-Arrow, Rolls-Royce und Stutz.